# Agrilus zanthoxylumi
Agrilus zanthoxylumi es una especie de insecto del género Agrilus, familia Buprestidae, orden Coleoptera.
Fue descrita científicamente por Zhang & Wang, 1992.